# Jessica Pimentel
Jessica Pimentel, née le 20 septembre 1982 à New York (États-Unis), est une actrice et chanteuse américaine, connue pour son rôle de Maria Ruiz dans la série Orange Is the New Black,.

## Biographie
Jessica Pimentel est née le 20 septembre 1982 à New York, dans le quartier de Cobble Hill de Brooklyn,. Ses deux parents sont originaires de La Romana, en République dominicaine. Sa mère, Loida Perez, psychologue, a émigré aux États-Unis à 13 ans. Elle a été rejointe par Ervido Pimentel, nageur et joueur de water-polo professionnel, quand celui-ci avait 18 ou 19 ans, et le couple s’est marié juste après.
Ses parents divorcent quand elle a six ans, et elle vit ensuite avec sa mère et sa grand-mère. Son père meurt en 2006, mais elle ne le voyait plus depuis le divorce.
Adolescente, Pimentel apprend la guitare, la basse électrique, les percussions et les claviers, puis rejoint différents groupes de musique hardcore new-yorkais. De 2010 à 2014, elle est bassiste dans le groupe hardcore Desolate. Parallèlement, elle devient chanteuse et guitariste du groupe de heavy metal Alekhine’s Gun. Sa présence dans le groupe lui permet de rejoindre la série Orange Is the New Black en 2013. Elle y est créditée comme guest-star pendant les quatre premières saisons avant de devenir membre à part entière de la distribution.  

## Vie privée
Depuis 2014, elle entretient une relation avec le batteur du groupe Meshuggah, Tomas Haake. Pimentel a été élevée au christianisme, mais est devenu une bouddhiste pratiquante à l'âge adulte.

## Filmographie

### Cinéma
- 1998 : Les Derniers Jours du disco : la spectatrice au club
- 2005 : Room : la jeune mère
- 2007 : Illegal Tender : la jeune Millie
- 2008 : Off Jackson Avenue : Olivia
- 2008 : Le Prix de la loyauté : Angelique Domenguez
- 2012 : How to Score Your Life : l'ex-petite-amie
- 2013 : Go for Sisters : La Mojada
- 2014 : Fugly! : Caroline
- 2015 : Les Secrets des autres : Mme Nuñez

### Télévision
- 1995 : La Force du destin : l'adolescente de la vallée des pins (2 épisodes)
- 1997 : 12 Angry Viewers : Juror
- 2002 : New York 911 : Josie (1 épisode)
- 2003-2009 : New York, police judiciaire : Tina (2 épisodes)
- 2005 : New York, unité spéciale  : Selma Garcia (saison 7, épisode 3)
- 2008 : New York, unité spéciale  : Joanne Suarez (saison 10, épisode 5)
- 2010 : Mercy : la notaire (1 épisode)
- 2010 : New York, section criminelle : Gabriella Belteno (1 épisode)
- 2013 - 2019 : Orange Is the New Black : Maria Ruiz (81 épisodes)
- 2014 : Death Pact : Vivian
- 2014 : Casting Calls : Mary
- 2014-2015 : Person of Interest : Floyd (4 épisodes)
- 2015 : New York, unité spéciale  : Manuela Ozuna (saison 17, épisode 4)

## Discographie

### Alekhine's Gun
- 2011 : Meditations in Wrath
- 2014 : ...And Kings Will Fall